# Hăuzești, Timiș
Hăuzești (română 1924: Hânzești) este un sat în comuna Fârdea din județul Timiș, Banat, România. Se află în partea de est a județului, pe o vale strâmtă în Munții Poiana Ruscă.

## Legături externe

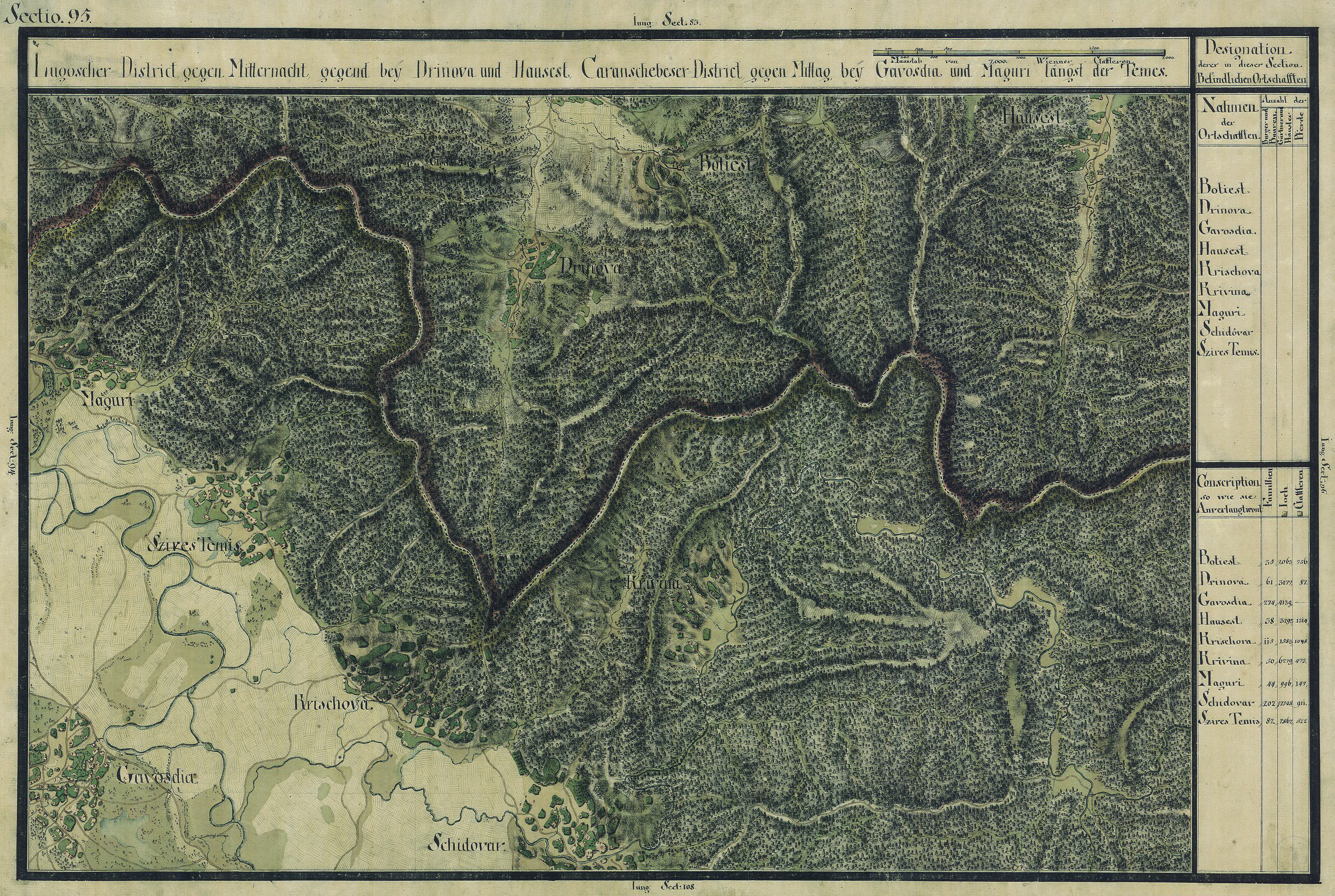
Hăuzeşti în Harta Iosefină a Banatului, 1769-72